# 皮袜子故事集

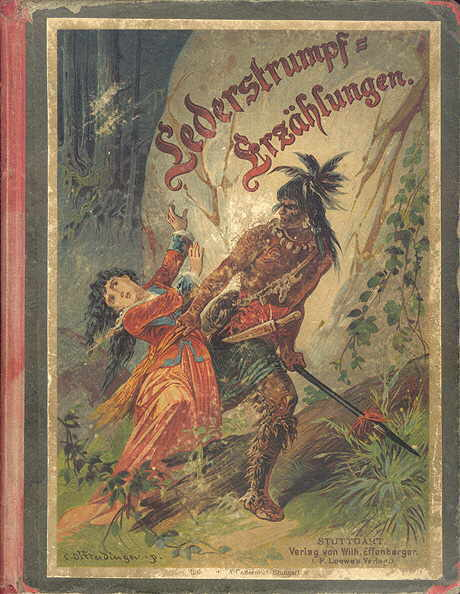
詹姆斯·费尼莫尔·库柏早期版本的《皮袜故事集》，封面由卡尔·奥夫特丁格所绘制。

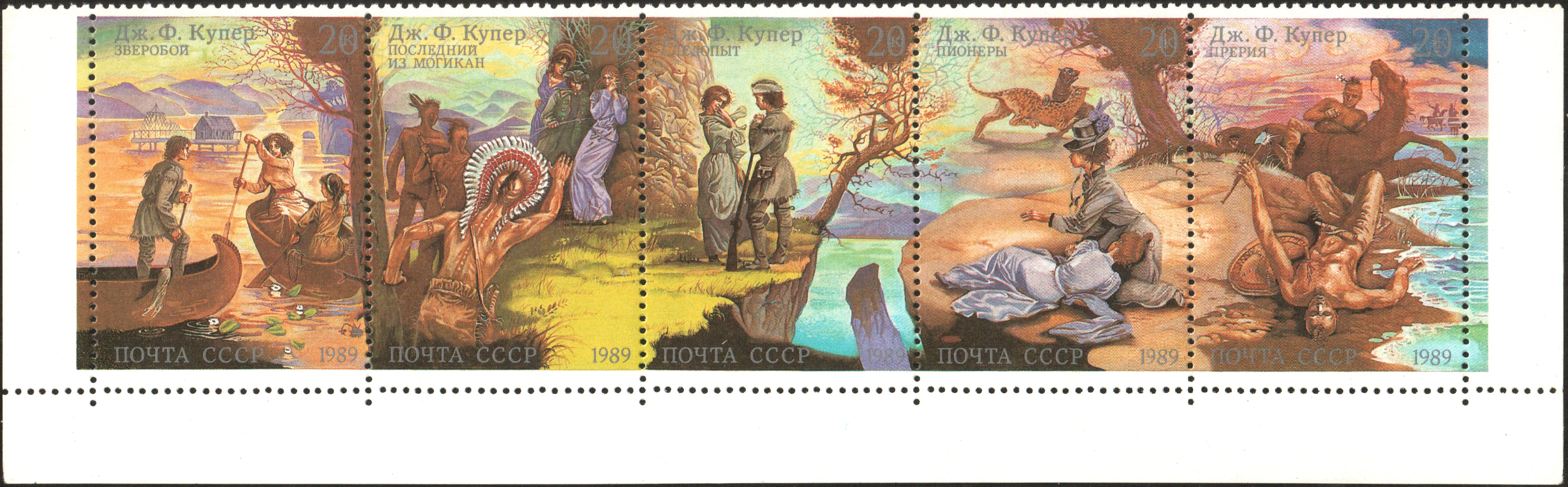
1989年以詹姆斯·费尼莫尔·库柏所著的《皮袜子故事集》为主题的苏联邮票

《皮袜故事集》（英语：Leather-Stocking Tales）是美国作家詹姆斯·费尼莫尔·库柏所写作的系列小说，全系列一共五本。主人公为拿鐵·本波（Natty Bumppo），是一個從小被白人移民的開拓者遺棄在山林中的孩子，被印第安人養大，精通各種草原上的生存技能，是一個天生的獵人，他的武器是一支獵槍，他被欧洲移民称为“皮袜子”、“探路者”、“捕兽人”，被印第安土著称为“猎鹿人”、“鹰眼”。他的夥伴是印地安人欽科谷（意為大蟒蛇），也就是“最后的莫希干人”。

## 出版历史
| 出版日期 | 故事日期  | 书名           | 副标题                                                       |
| -------- | --------- | -------------- | ------------------------------------------------------------ |
| 1841     | 1740-1755 | 猎鹿人         | 少年獵人本波通往第一场战争之路                               |
| 1826     | 1757      | 最後的墨希根人 | 英法七年戰爭時獵人本波與英國女孩寇拉（Cora）戀愛的故事       |
| 1823     | 1770年代  | 拓荒人         | 邊境小鎮風雲錄（源自萨斯奎哈纳的故事）                       |
| 1840     | 1793      | 找路人         | 獵人本波保護篷車隊尋找一個傳說中的的『內陸海』（Inland-sea） |
| 1827     | 1804      | 大草原         | 老獵人本波對抗危害草原如野獸般的『蹲地人』（SQUATTER）家族   |

作者庫柏在創作時並未照時序寫作，第一本書是系列第三冊《拓荒人》，依序是《最後的墨希根人》，《大草原》，《找路人》，最後一本是《獵鹿人》，描述少年獵人本波的誕生，“故事日期”是故事中给出的时间，但与系列里描写的真实历史事件发生的日期不一定相互对应。这样做的目的可能是作者为了避免一些时间轴上的冲突。比如，避免『皮袜子』（本波的外號）在堪萨斯的大草原上旅行时已超过100岁。拿鐵·本波通常被认为是一个鼓舞人心的角色。该人物的塑造，部分参考了美国18世纪著名探险家丹尼尔·布恩。

## 角色
- 拿鐵·本波（Natty Bumppo）是整个系列的主角。虽然他是白人的孩子，但被印第安人抚养长大，成为了一个精通各种武器无所畏惧的勇士，其中最著名的武器就是他的长步枪。他尊重他所居住的森林以及森林中的所有居民，狩猎只是为了生存所需。当需要使用他的前膛槍（18世紀後期歐洲武器主流改成燧发枪（Flinter Locker）不過前膛式的長步槍因槍管較長射擊較準確）時，一次射击击杀一个目标是他的准则。他和善良的莫希干“兄弟”战士欽柯谷（意為大蟒蛇），一直试图阻止莫希干人和休伦人之间不断的冲突。他有很多绰号，在《猎鹿人》中被称为“猎鹿人”（Deerslayer），在《最后的莫希干人》（The Last of the Mohicans）中被称为“鹰眼”（Hawk-eyes）和“长步枪”（long-rifle），在《找路人》中被称为“探路者”（pathfinder），在《拓荒人》（pioneers）中被称为“捕兽人”。《皮襪子故事集》系列五本小说讲述了从 1740年-1806年间在大草原上叱咤風雲的獵人拿鐵·本波生活中的一些重大事件。
- 欽柯谷（Chingachgook）（意為大蟒蛇）是一位莫希干酋长，是獵人拿鐵·本波的同伴。在《獵鹿人》中欽柯谷和瓦塔娃（Wah-ta-Wah）结婚，生育了一个儿子乌恩卡斯（Uncas）。瓦塔娃在年轻的时候就去世了，而乌恩卡斯在《最后的莫西干人》中成长成了一名有男子气概的战士，但在与休伦人馬瓜（Magua）的战斗中身亡。于是欽柯谷在《最后的莫希干人》结尾中成为了他们部族最后一名在世的成员。

## 原著改编
许多獵人拿鐵本波的冒险经历都出现在银屏上。但大多时候都使用他绰号，其中最为著名的绰号就是“鹰眼”。在1992年电影版中他的名字“班波”（Bumppo）被改为“波伊”（Poe）。

### 相关电影改编
- 最后的莫希干人
- 最后一个莫西干人 （1920年电影）
- 最后的莫希干人，1932年电影
- 最后的莫希干人，1936年电影
- 鹰眼和最后的莫希干人，美国连续剧
- 最后的莫希干人，1968年罗马尼亚电影
- 最后的莫希干人，1971年由Philip Madoc主演的BBC连续剧
- ，1992年电影